# Nykøbing-Rørvig
Nykøbing-Rørvig é um município da Dinamarca, localizado na região este, no condado de Vestsjaelland.
O município tem uma área de 39,99 km² e uma  população de 7 482 habitantes, segundo o censo de 2004.